# Rhyncholaelia digbyana
Rhyncholaelia digbyana är en orkidéart som först beskrevs av John Lindley, och fick sitt nu gällande namn av Rudolf Schlechter. Rhyncholaelia digbyana ingår i släktet Rhyncholaelia och familjen orkidéer. Inga underarter finns listade i Catalogue of Life.

## Bildgalleri

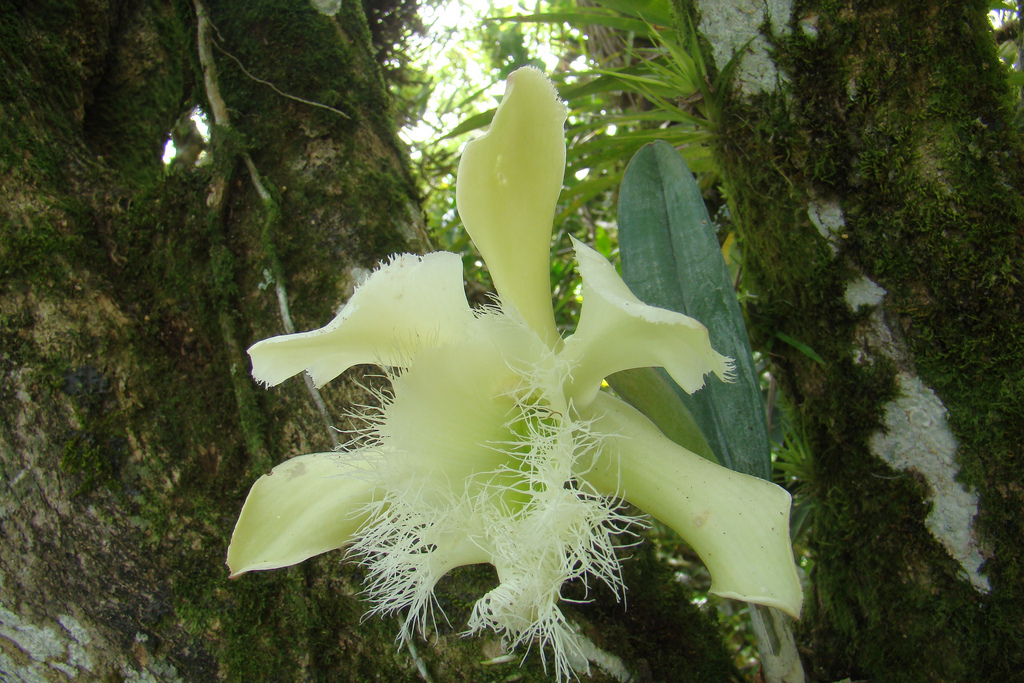
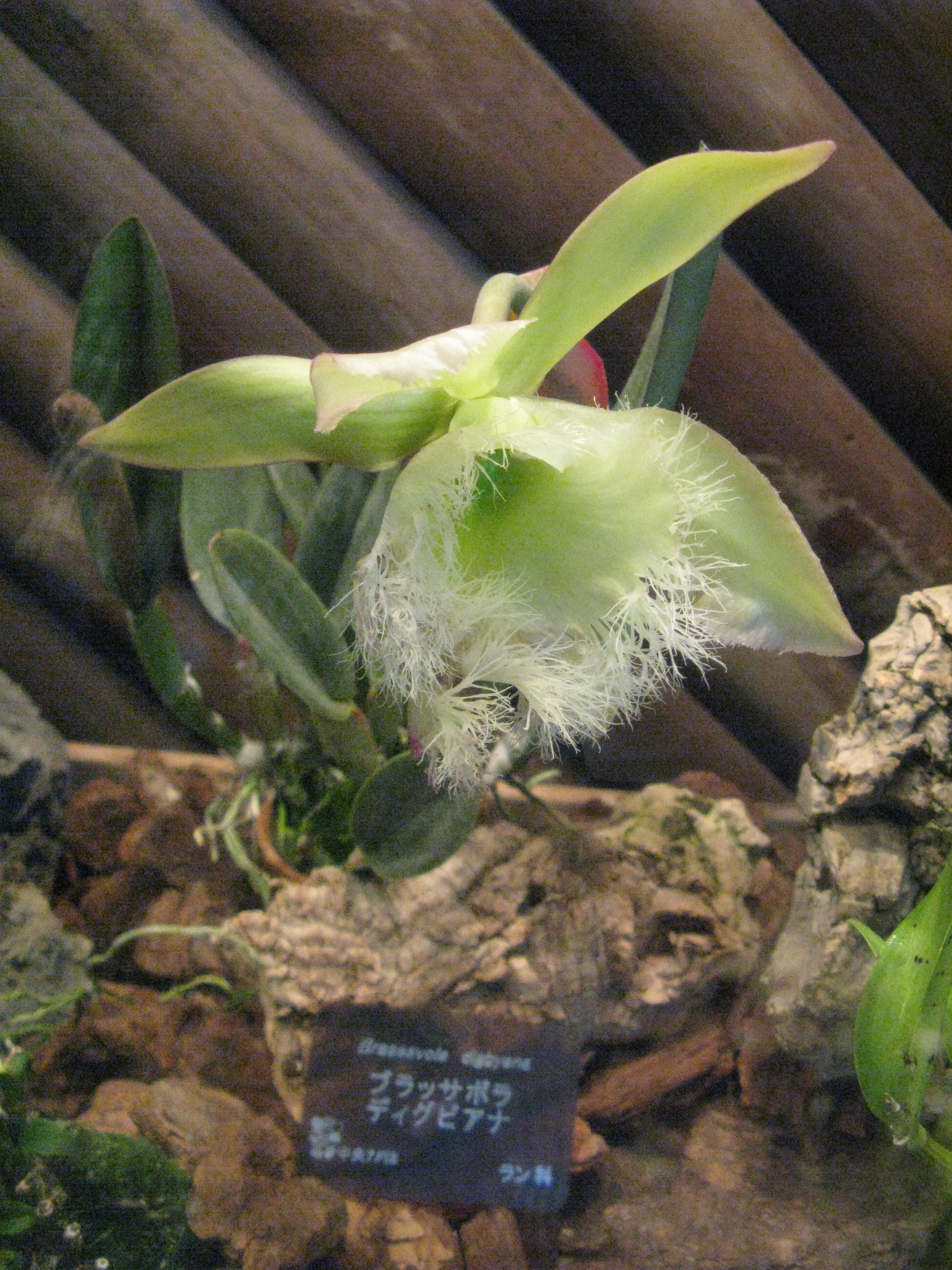
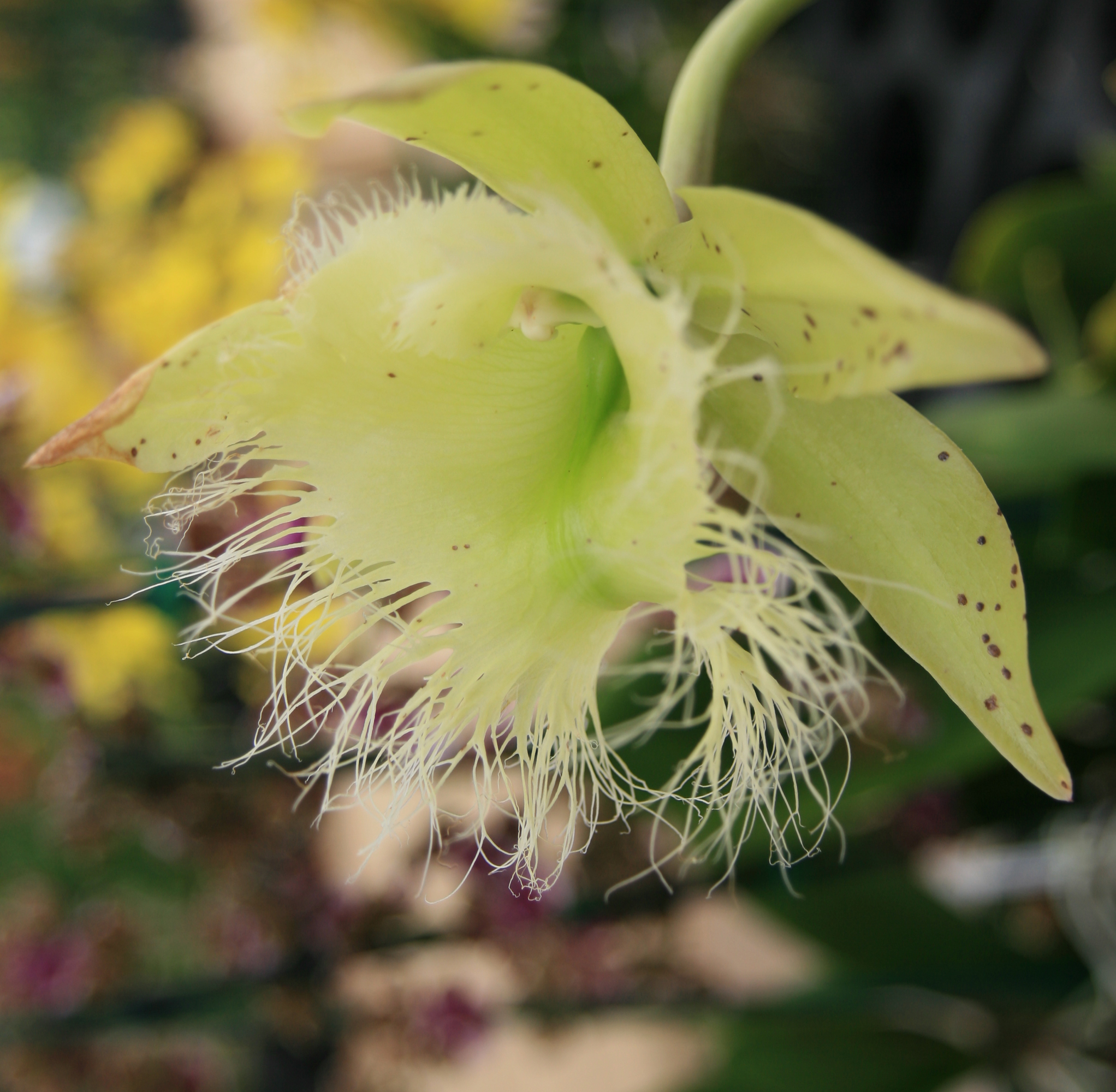
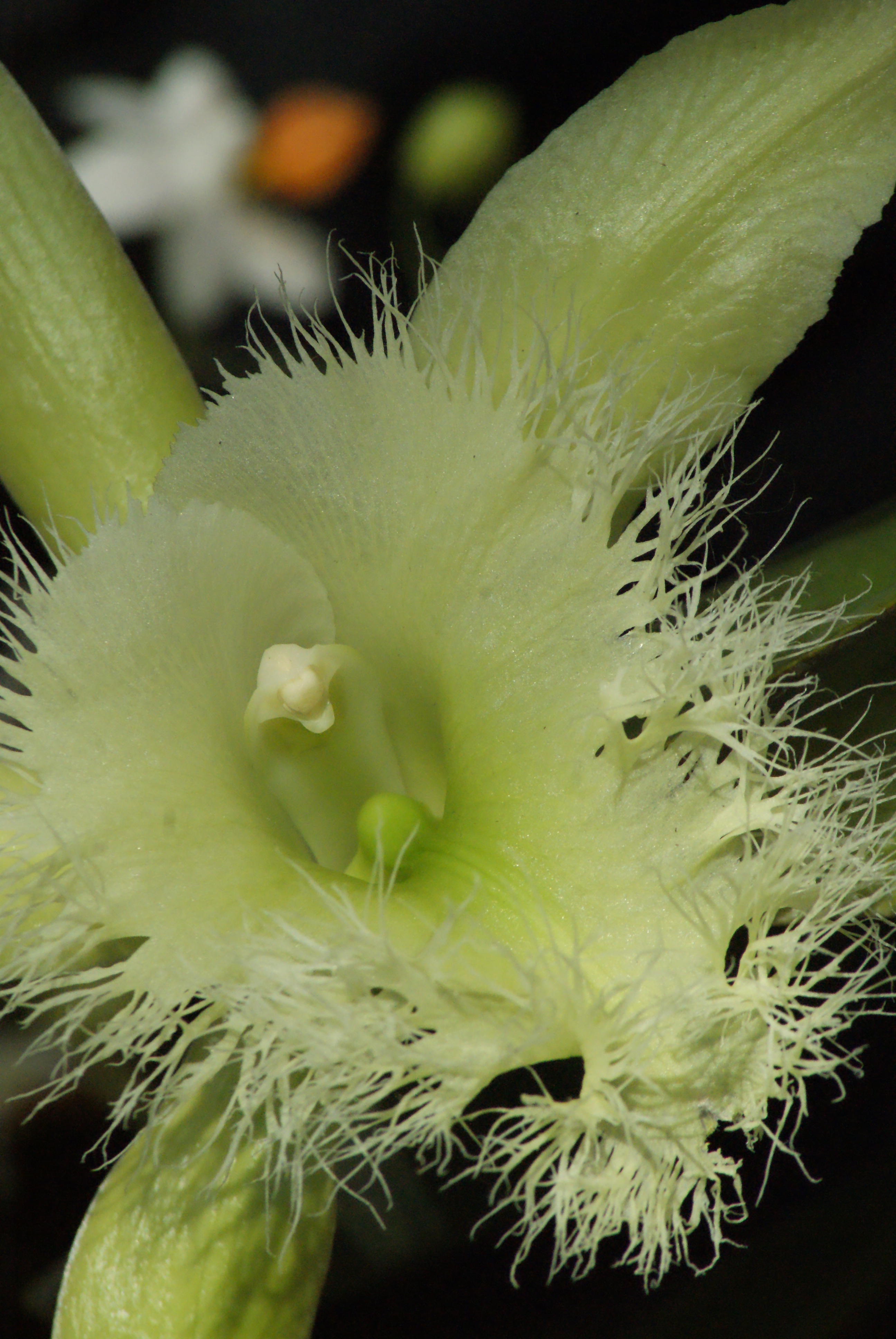
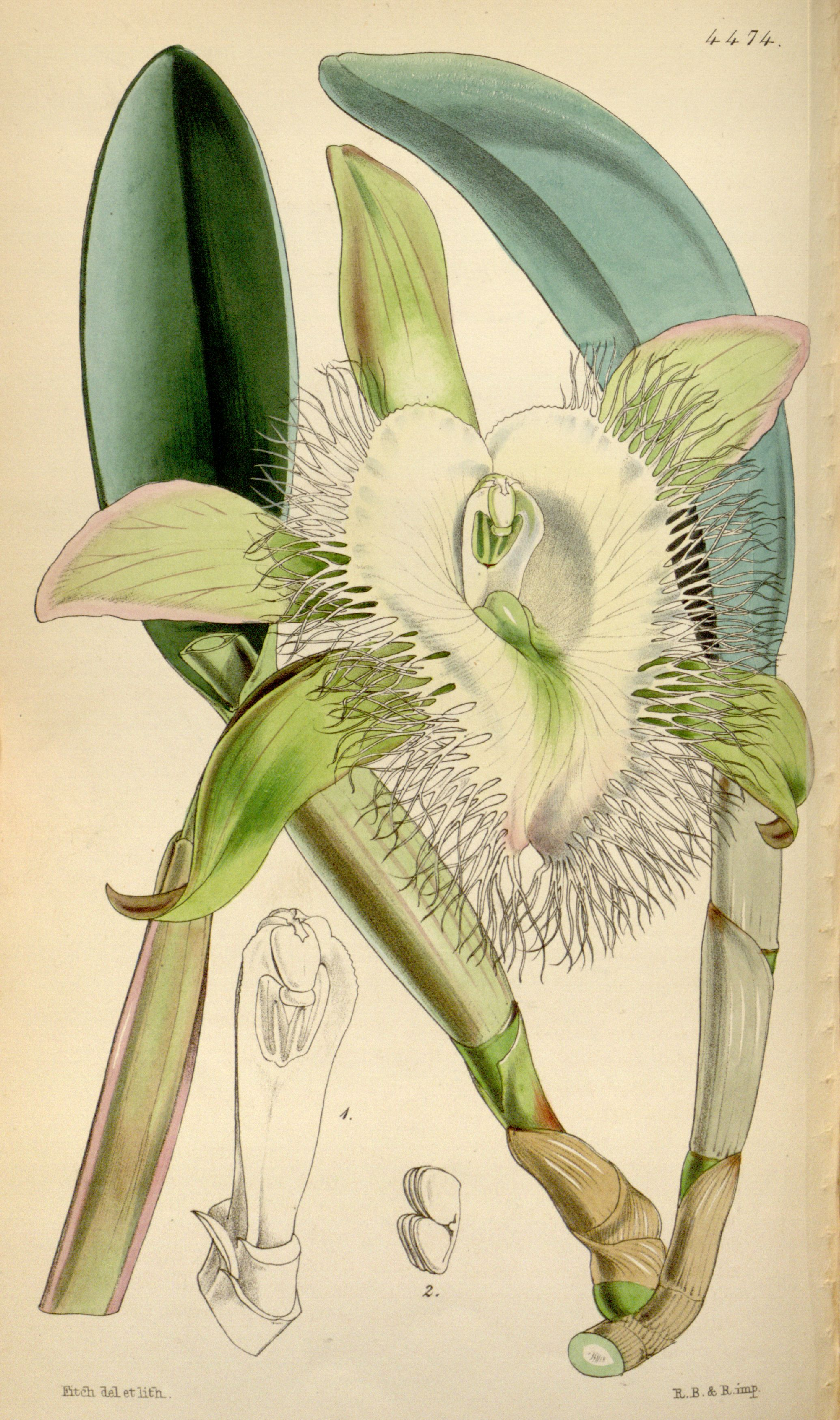
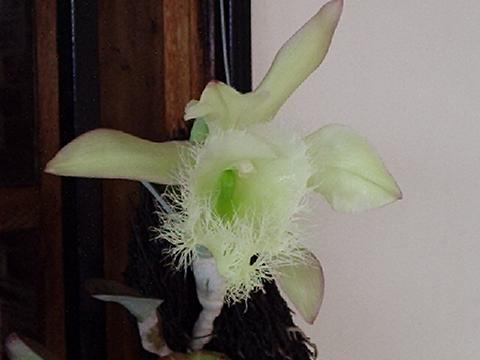